# Нюаркският атлет
„Нюаркският атлет“ (на английски: Newark Athlete) е американски документален късометражен ням филм от 1891 година на режисьора Уилям Кенеди Диксън. Кинолентата е експериментален филм, заснет в лабораториите на Томас Едисън с цел да се провери работоспособността на изобретения от него кинетоскоп. Снимките са протекли през май или юни 1891 година.

## Сюжет
В продължение на 12 секунди лентата показва един професионален атлет, който стои пред камерата и жонглира с индиански бухалки.

## Признание
През 2010 година филмът е избран от „Националният борд за съхранение на филми“ да бъде включен в „Националният филмов регистър“ на „Библиотеката на конгреса на САЩ“. Той е най-старият филм там.